# Литл-Барриер
Литтл-Барриер (англ. Little Barrier Island; коренное маорийское название — Хаутуру (маори Hauturu), что в переводе с языка маори означает «место отдыха ветров») — небольшой остров в заливе Хаураки, к северо-востоку от новозеландского острова Северный. Административно входит в состав региона Окленд.

## География
Остров Литтл-Барриер расположен в 80 км к северу от крупнейшего новозеландского города Окленд. От Северного острова отделён проливом Джеллико (англ. Jellicoe Channel), а от острова Грейт-Барриер — проливом Кредок (англ. Cradock Channel).

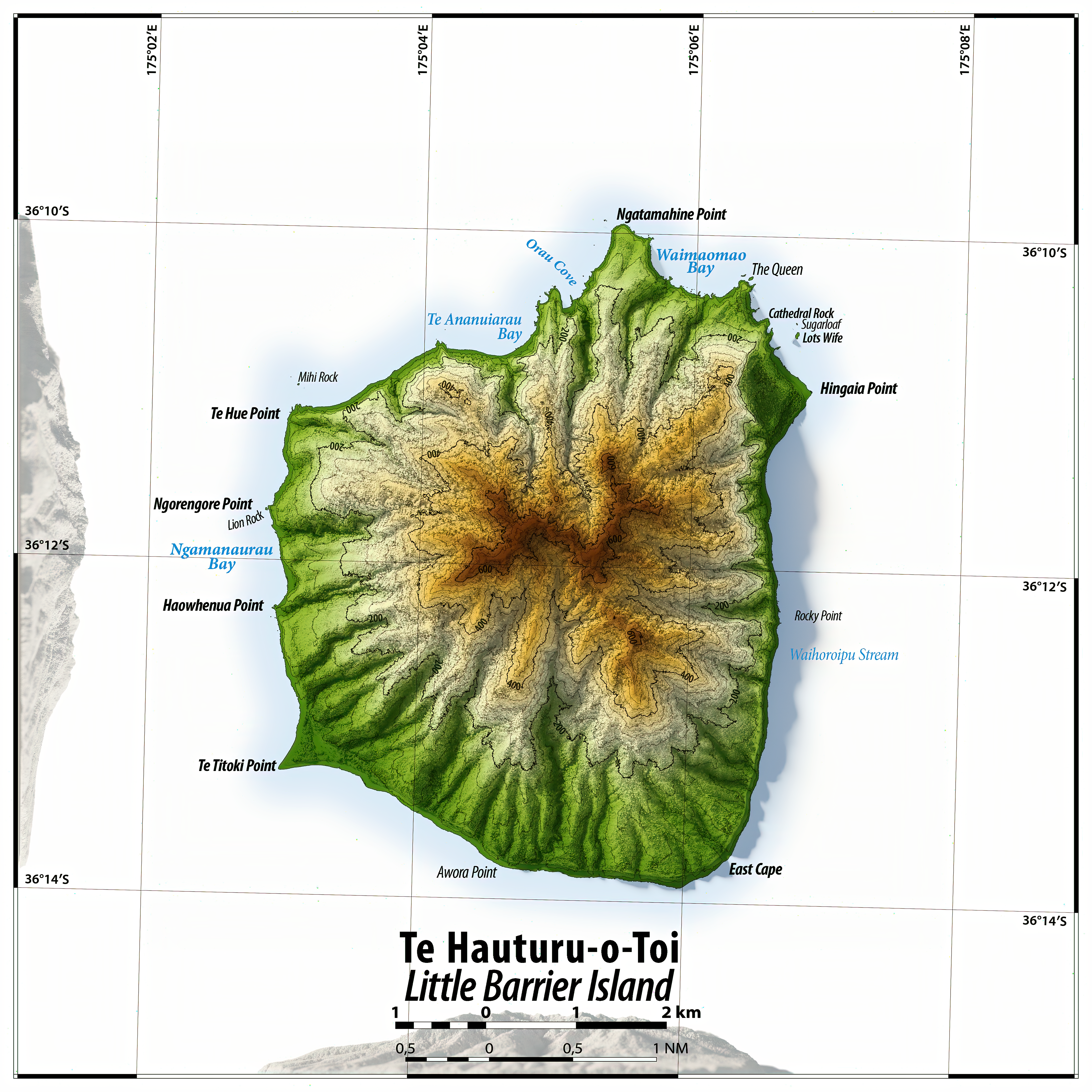
Карта Малого Барьерного острова

С точки зрения геологии, остров представляет собой потухший андезитовый вулканический конус круглой формы, диаметр которого составляет 6 км, а площадь — 28 км². Последнее вулканическое извержение, предположительно, произошло от 1 до 3 млн лет назад. Рельеф Литтл-Барриера холмистый, с глубокими ущельями. Высшая точка острова, гора Хаутуру, достигает 722 м.
Литтл-Барриер представляет собой крупный заповедник, основанный ещё в 1895 году, поэтому постоянное население (кроме научных сотрудников) на нём отсутствует. Мир флоры и фауны на острове крайне разнообразен. На нём обитает крупнейший в Новой Зеландии вид земляного червя, Spenceriella gigantea, длина которого может достигать 1,4 м, а диаметр — 11 мм (кроме того, червь обладает люминесцентными способностями), а также самое тяжёлое насекомое в мире — насекомое вета вида Deinacrida heteracantha, которое весит до 71 грамма. На острове также произрастает около 350 видов растений.

## История
Согласно маорийским легендам, остров был заселён в XII веке, после его открытия маорийским путешественником Тои, а в XIV веке на нём обосновались потомки племени нгати-ваи. XVII век был омрачён постоянными набегами со стороны соседнего племени под командованием Каверау и Матааху. Европейским первооткрывателем острова стал британский путешественник Джеймс Кук, который и дал ему современное название 23 ноября 1769 года.
В конце XIX века новозеландскими натуралистами продвигалась идея о создании на Литтл-Барриере птичьего заповедника. В 1891 году он был выкуплен правительством у местных маори, став одной из первых в Новой Зеландии природных охраняемых территорий. В 1903 и 1919 годах на остров были завезены северные киви, в 1903 году — какапо, в 1915 году — большие серые киви, а в 1925 году — седлистые гуйи.